# Сардарапатська битва
Сардарапатська битва (вірм. դարդարապատի ակատատարտ, Sardarapati č̣akatamart; тур. Serdarabad Muharebesi) — бій Кавказької кампанії Першої світової війни, що відбувся біля Сардарапату, Вірменія з 22 по 29 травня 1918 р. між регулярними вірменськими військовими частинами і міліцією з одного боку і османською армією, що вторглася в Східну Вірменію з іншого. Сардарапат знаходився лише за 40 кілометрів на захід від міста Єреван. Битва наразі розглядається як не тільки зупинка османського просування до решти Вірменії, а й запобігання повного знищення вірменського народу. За словами Крістофера Дж. Уокера, якби вірмени програли цю битву, «цілком можливо, що слово Вірменія відтепер означало б лише античний географічний термін».

## Передумови

### Османське вторгнення до Східної Вірменії

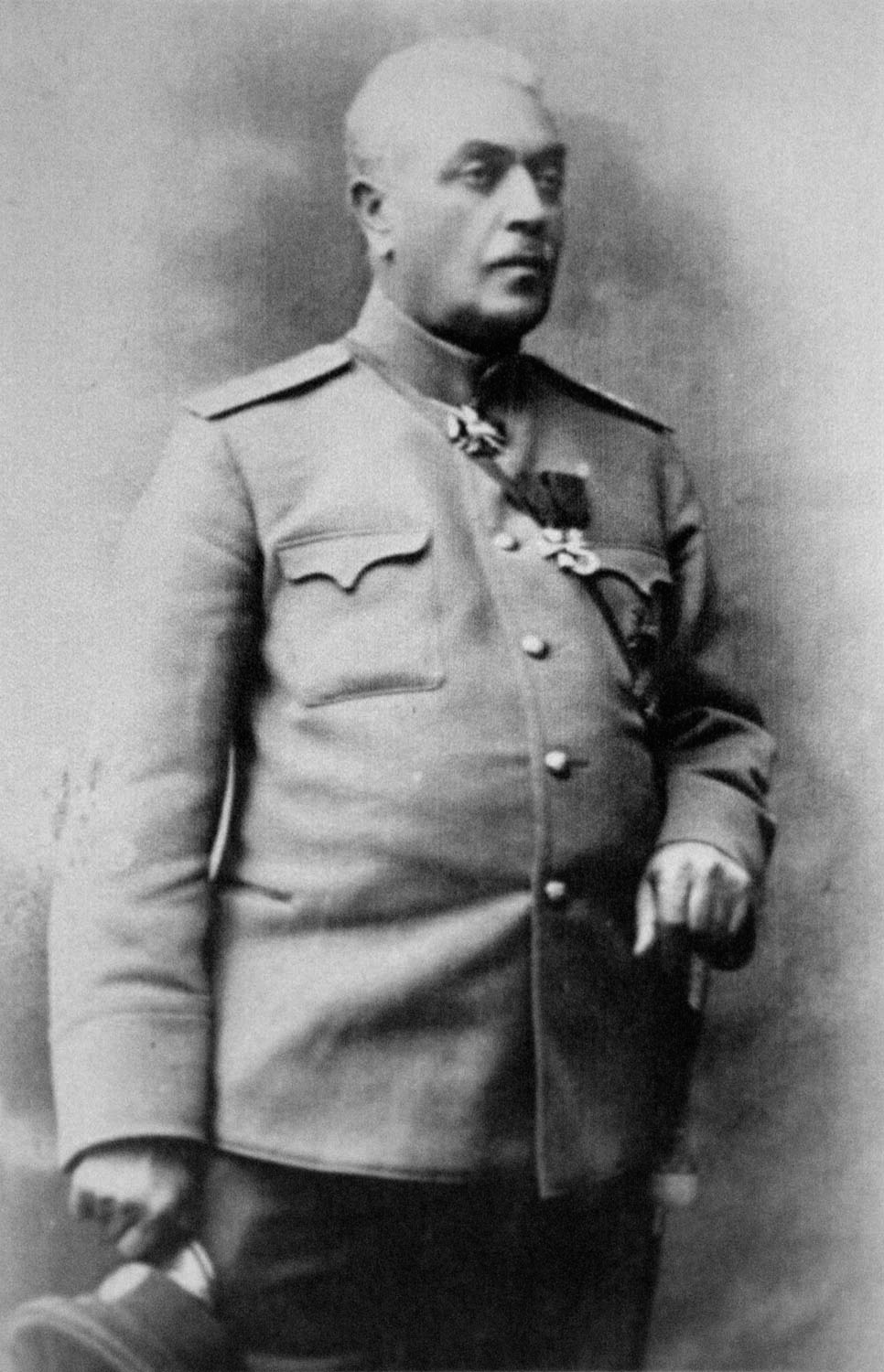
Товмас Назарбекян, командувач армійського корпусу

Після Жовтневої революції 1917 року в Росії і припинення вогню, підписаного між Третьою армією Османської імперії і Закавказьким комісаріатом в Ерзінджані, тільки що сформовані вірменські загони прийшли на зміну російським військам, що відступали з Кавказького фронту, особливо з території Західної Вірменії. Скориставшись військово-політичною ситуацією того часу, османський уряд задумав відновити контроль над територіями, окупованими російською армією під час Першої світової війни і вторгнутися у Східну Вірменію і Південний Кавказ Уряд Німецької імперії, союзника Османської імперії, заперечував проти цієї атаки і відмовився допомагати Османській армії в операції. Османська армія мала на меті розчавити Вірменію і захопити Закавказзя і нафтові свердловини Баку.
Почавши напад у лютому 1918 року, Третя армія Османської імперії зайняла західно-вірменські поселення один за одним. Після провалу мирних переговорів у Трабзоні у квітні, командир третьої армії Мехмет Вехіп-паша переніс свої сили до Закавказзя. Скориставшись примирливою політикою керівництва новопроголошеної Закавказької Федеративної Республіки, турецькі військові частини захопили сильно укріплений замок Карс 25 квітня, таким чином створивши пряму загрозу Александрополю. Після облоги Карса, командування Османських Сил висунуло нові умови для закавказької влади, вимагаючи здачі Ахалкалакі, Ахалціхе і Александраполя, а також залізниці Александрополь — Джульфа, яку турецькі війська могли використати, щоб дістатися до Тебризу і отримати усі закавказькі залізниці до закінчення війна проти англійців. Не бажаючи дочекатися закінчення переговорів із закавказькою делегацією в Батумі, турецькі війська 15 травня узяли Александрополь швидким наступом, створивши загрозу завоювання всієї Східної Вірменії.
Для того, щоб прорватися до Східної Вірменії, турецьке військове командування здійснило перегрупування своїх військ. З підрозділів 1-го Кавказького армійського корпусу (під командуванням генерал-майора Кязима Карабекіра) і 2-го Кавказького армійського корпусу третьої армії (під командуванням генерал-майора Якупа Севкі Субаші) у Карсі був сформований спеціальний загін під керівництвом Якупа Севкі Субаші. У новоствореному загоні, 36-та дивізія (під командуванням полковника Пірселімолу Хамді Бея), 9-та дивізія (під командуванням полковника Рюштю Паши) 1-го Кавказького армійського корпусу, 11-та дивізія (під командуванням полковника Джавіт Ерделя) і 5-та дивізія (під командуванням полковника Мюрсель Паші) 2-го Кавказького армійського корпусу, повинні були діяти проти вірменських сил. Крім цього загону, у бойових діях також брав участь 12-й дивізія 4-го армійського корпусу 2-ї армії, яка наглядала за гірськими перевалами Сурмалинського повіту та мала місію вторгнутися до провінція Игдир.
Щоб встояти перед атакою, командувач Вірменським корпусом, головнокомандувач Збройних Сил Вірменії Товмас Назарбекян вирішив захистити стратегічні дороги до Єревану і Тбілісі.
Частина вірменських військ, що виїхали з Александрополя, включаючи деякі підрозділи 1-ї дивізії Вірменського корпусу, а також кілька підрозділів у складі Спеціального вірменського загону, відступили до Араратської рівнини. Тут під загальним командуванням Мовсеса Сілікяна, був створений Єреванський загін збройних сил Вірменії із завданням перешкодити турецькому нападу на Єреван.

Наступ турок у 1918 році

### Єреван напередодні бою
Вторгнення турецької армії поставило політичне керівництво Вірменії в Тбілісі та Єревані в складну ситуацію. 19 травня, після вторгнення у Сурмалінський повіт, турецький генерал Халіль Кут (дядько Енвер-паши) заявив у Батумі, що «вірмени розбиті і повинні підкоритися». З іншого боку, вірменська делегація, представлена на переговорах у Батумі (Олександра Хатісян, Ованес Качазнуні) у телеграмі, надісланій Хачатуру Карчікяну, вірменському члену Закавказького Комісаріату, рекомендовали «не проявляти опору туркам».
На тлі широкомасштабної паніки в Александропольському повіті, Араратській рівнині та Єревані після нападу турецьких військ, Єреванська міська рада на засіданні 18 травня затвердила пропозицію мера Тадевоса Тосяна про передачу міста туркам без опору, евакуювати населення і відвести їх до гір. Але рішення про здачу Єревана не принесло практичних результатів, оскільки виконавчий орган Національний Комітет Вірменії в Тбілісі, очолюваний головою Національної ради Єревана Арамом Манукяном, різко виступив проти такого розвитку подій і скасовлаи це рішення (верховна влада в Єревані і провінції Єреван була передана Спеціальному комітету). За дорученням Арама Манукяна і за допомогою 1500 мешканців, оборона Єревану, особливо район поблизу Єраблура, були укріплена.

18 травня Арам Манукян у супроводі коменданта Єревану Аршавіра Шаххатуні відвідав Ечміадзін, щоб закликати Католикоса Георга V покинути місто з міркувань безпеки. Але Його Святість не тільки відкинула цю пропозицію, але й заохотила військових протистояти османському наступу. Він наказав, щоб церковні дзвони дзвонили шість днів, аби вірмени з усіх верств суспільства — селяни, поети, ковалі, і навіть священнослужителі — згуртувалися для створення організованих військових частин. Цивільні особи, включаючи дітей, також допомагали:
«…візки, запряжені волами, водяними буйволами, і коровами, наводнили дороги, вони приносили їжу, продовольство, боєприпаси, і добровольців з околиць Єревану».
У наступні дні Манукян відігравав життєво важливу роль у стабілізації ситуації в Єревані та прилеглих районах і зміни ситуації на користь вірменів. 19 травня вранці він наказав командувачу 1-ї дивізії генерал-майору Мовсесу Сілікяну припинити відступ вірменських військ і запобігти турецькому нападу на Єреван за будь-яку ціну. З цією метою Манукян пообіцяв виконати організаційну роботу за короткий період часу, зібрати робочу силу та боєприпаси. У наступні дні було організовано вербування на вулиці Астафяна та в Англійському парку, перед вчительською семінарією та в інших місцях добровольців, які бажали приєднатись до армії на початку битви.

## Битва

### Підрозділи

#### Турецька сторона
У складі 36-ї турецької дивізії, що рухалася у бік Александрополь — Єреван, були 106, 107 і 108 піхотні полки, один стрілецький батальйон, дві артилерійських дивізії. Турецьку армію підтримували окремий кавалерійський полк і ще один з 1500 курдів. Турецькі війська складали 7500 — 10 000 солдатів і офіцерів, включаючи курдів. Турки мали 40 гармат.

#### Вірменська сторона
Під час битви під Сардарапатом війська вірменської сторони увійшли до складу єреванського загону, чиї підрозділи якого брали участь в битві при Баш-Апарані проти 9 турецької дивізії. Генерал-майор Мовсес Силікян був командувачем загону, тоді як полковник Олександр Векілян працював начальником штабу на базі будівлі Геворгянської семінарії Ечміадзинського собору в Вагаршапаті. Головнокомандувачем сил був заступник командира єреванського загону полковник Даніель Бек-Пірумян, а Олександр Чнеур був начальником штабу. До цих сил увійшли 2-га дивізія Вірменського корпусу і кілька підрозділів Спеціального вірменського загону. У складі 2-ї дивізії (під командуванням Мовсеса Силікяна) були 5-й (3-й батальйон, під командуванням Погоса Бек-Пірумяна і 6-й (під командуванням підполковника Авраама Долуханяна) полки, 2-й кавалерійський полк з чотирма кавалерійськими батальйонами (полковник Залінян), партизанський піхотний полк з 8 батальонами (полковник Олексій Перекрестов), партизанський кавалерійський полк з трьома батальонами (полковник Колінков), прикордонний батальйон (підполковник Силін), патрульний батальйон 2-ї дивізії. Один батальйон з Четвертого полку 1-ї дивізії був розташований в Давалу для захисту південного напрямку.
До складу Єреванської частини з Спеціального вірменського загону входили 1-й (полковник Юзбашев) і 2-й (полковник Чахмахчев) піхотні полки Ван з 3-ї Спеціальної бригади, 2-го Спеціального кавалерійського полку Зейтуна (чотири кавалерійські батальйони, полковник Салібекян), піхотні полки Хнусу і Каракіліса (полковник Казимірсі), які входили до складу військових частин 2-ї Спеціальної бригади, полк Ерзінджану (6 батальйонів, Карапет Хасан-Пашаян) 1-ї спеціальної бригади, а також 1-й Спеціальний кавалерійський полк (військова старшина Павло Золотарьов).
П'ять піхотних батарей під командуванням полковника Христофора Араратова входили до складу єреванського загону, в якому брали участь також кілька загонів, що складалися з інтелігенції Західної Вірменії, єзидського батальйону кавалерії (під командуванням Усуб Бека і Джангіра-Аги), а також велика кількість військ міліції. Вірменські війська складалися з 9 000—10 000 солдатів і офіцерів, але зменшились до 6—6,5 тис. після того, як частина їх була відправлена на фронт в Апарані. Вірмени мали в своєму розпорядженні 28 гармат, але тільки 16—20 використовувалися в ході бойових дій.

### Маневри до битви
Напередодні окупації Александрополя одним із завдань вірменських військ був захист залізниць і доріг, що з'єднували Александрополь з Єреваном і Тбілісі. Після падіння Александрополя ці групи мали відійти до лінії Хамалу — Ванадзор і Араратської рівнини через наступ османських сил. 19 травня 26-та турецька дивізія взяла вагонне депо у Гетапі біля річки Ахурян і почала рухатися до Єревану. Деякі підрозділи 2-ї спеціальної бригади, що складалися з піхотних полків Хнуса і Каракіліса, також у складі 1-ї спеціальної бригади (піхотний полк Ерзінджану та інших підрозділів) поступово відійшли з залізничних станцій Ані і Арагац на лівому березі річки Ахурян у напрямку до Сардарапату з 16 до 19 травня. Під час відступу, навіть перед зіткненням з основними османськими військами, вони потрапили під обстріл авангарду курдської кавалерії 36-ї дивізії. Відхід тих частин через шлях Александрополь-Єреван грав істотну роль для єреванського загону з точки зору купівлі часу та перегрупування сил. 16—17 травня деякі загони Єреванського загону, що знаходилися в Сардарапаті, були негайно відправлені до станцій Аракс і Карабурун, щоб протистояти османському наступу до Араратської рівнини, а деякі інші були відправлені до Єревану, щоб підготуватися до бою і отримати посилення волонтерами та озброєнням.
За таких обставин, наказом командувача Вірменським корпусом Товмаса Назарбекяна і начальника штабу Євгена Вишинського, вірменські війська були перегруповані і перерозташовані, щоб зупинити атаки Османської імперії в окремих районах, зокрема в Олександрополі-Сардарапаті і Каракілісі. Згідно з інструкцією, отриманою від Генерального штабу 19 травня, генерал-майор Мовсес Сілікян вирішив зосередити свої війська, які мав у своєму розпорядженні в Ечміадзіні і запобігти атаці турків на Єреван через контратаку. 20 травня авангард вірменських військ був змушений залишити станції Аракс і Карабурун, вийти з передгір'їв Мастара, Таліна і Ашнака, базуючись на Сардарапаті. Увечері 20 травня відступаючі війська 1-ї спеціальної бригади — полк Ерзінджану і половина батальйону з полку Хнусу (під командуванням Карапета Хасан-Пашаяна) — рухалися з Сардарапату до села Хнауз.
В результаті турецького вторгнення в напрямку Александрополь-Єреван, групи, які захищали Сурмалінський повіт, були в небезпеці відірватися від головних сил єреванського загону і були оточеними османами. 18 травня війська противника напали на вірменську частину в Когбі, яка, за наказом Сілікяна, відійшла до мосту Каракала. 19 травня військові частини 4-го турецького корпусу вторглися до Сурмалі зі сторони Баязету, прагнучи перетнути річку Аракс і дістатися до тилу єреванського загону. Після виявлення деякого опору на гірських перевалах і височинах біля Ігдиру, вірменські частини (1-й і 2-й полки Ван) мали відступити до Игдиру 20 травня, де вони отримали наказ від Єревана перейти на лівий берег Араксу через міст Марґара, спаливши вищезгадані мости. Після захоплення Сурмалі, оттоманські сили були відрізані від району Сардарапату. Вірменські добровольці влаштували оборону мостів, перешкодивши будь-якій спробі турків перетнути річку і напасти на тил вірмен.
За розпорядженням Силікяна деякі з підрозділів 3-ї спеціальної бригади (4-й полк Ван, під командуванням полковника Тиграна Багдасаряна) були розміщені в цих районах для захисту тилу з півдня і запобігання переходу турецьких військ через річку.

### Хід битви

#### Вірменський контрнаступ
21 травня 108-й турецький полк, включаючи кавалерійські та піхотні підрозділи, продовжив наступ з району, що примикає до залізничного вокзалу Араксу. Загін Сардарапат, який здійснював оборонні артилерійські операції, почав відступати і відійшов на початкові позиції Кураканлу — Кіорпалу-Зейва Гаї. Турки наблизилися до Кіорпалу (7 км на захід від Ечміадзіну). 21 травня, під час руху по залізниці, загін Зігні Бея наздогнав вірменську частину, що складалася з 600 піхотинців і 250 кінноти, а потім взяв Сардарапат. (нині на території міста Армавір) того вечора і однойменного села 2 км на південь від станції і села Гечрлу. Продовжуючи свій напад, турецькі війська зайняли селище Верін Колібеклу (нині на території села Акналіч) і продовжили наступ на залізничне депо Гхамішлу (тепер на території село Зартонк), 20 км від Єревана.
Турецькі війська, що рухалися уздовж залізниці, прагнули просунутися до Зангибасар, що поставило би відірвало би вірменські війська на південь від залізниці від Єревану на межу знищення (а також місцевих жителів і 100 000 біженців із Західної Вірменії). Але артилерійська батарея капітана Хорен Ігітханян, яка розташувалася в селі Арташар змогла зупинити ворога.

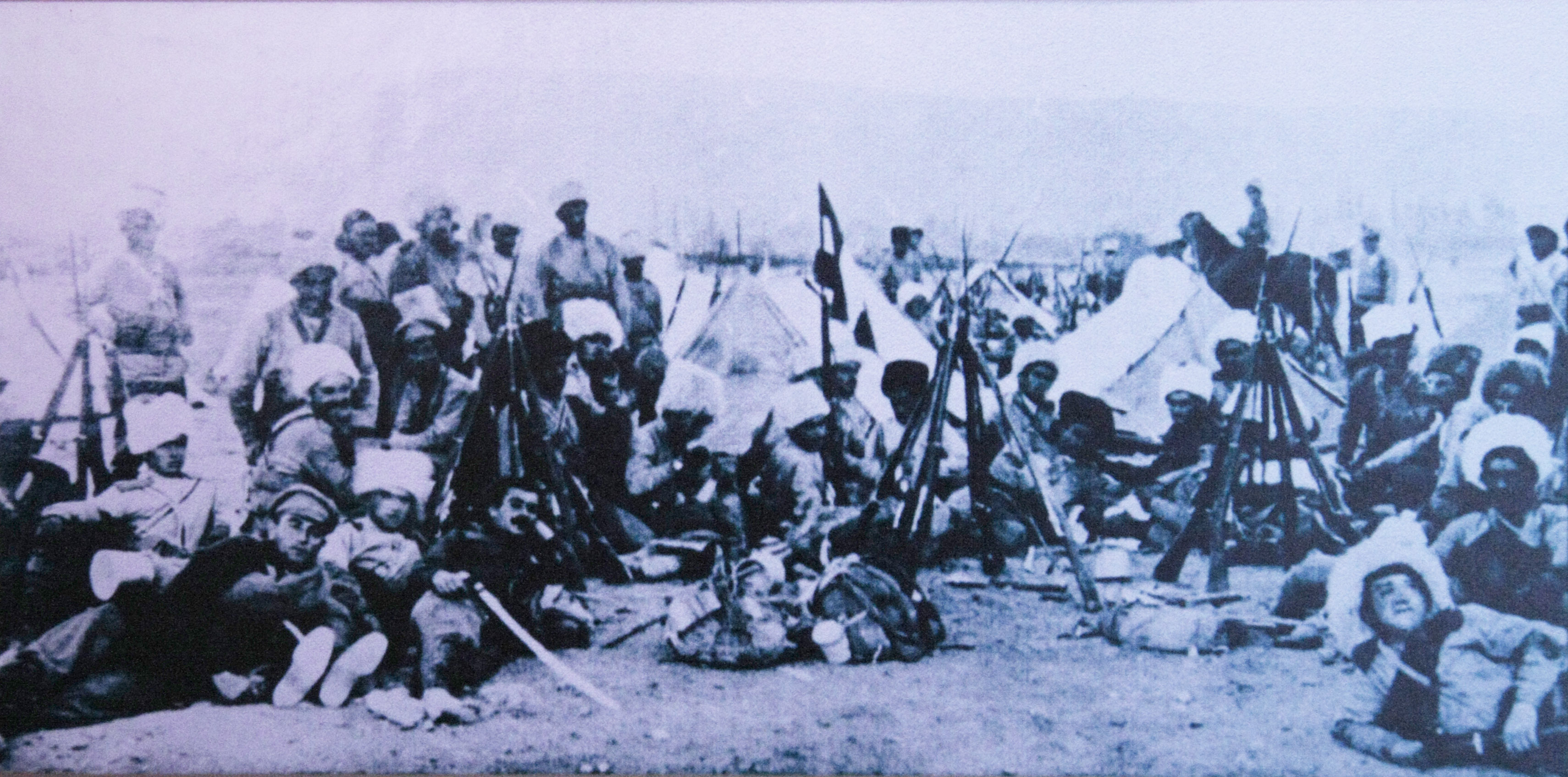
Вірменські сили до бою

Незважаючи на відступ, захист мостів на лівому березі річки Аракс значно покращився. У той же час, з Єревану на поле битви було відправлено ще більше вірменських частин.
Командувач єреванським загоном Мовсес Силікян і його начальник полковник А.Векілян склали тактичний план, спрямований на те, щоб викинути турецькі сили з Сардарапату. Увечері 21 травня всі загони Сардарапатського фронту отримали відповідні вказівки на наступний день з наказом координувати військові дії. До складу вірменських сил, що воювали на Сардарпатському фронті, входили 5-й і 6-й полки, піхотний полк Каракіліса (підполковник Арешян) 2-ї спеціальної бригади, партизанський піхотний полк, Єзидський кавалерійський батальйон, західно-вірменські волонтерські групи, чотири артилерійські батареї.
У ніч з 21 на 22 травня обмін вогнем між вірменською міліцією та єзидським кавалерійським підрозділом, яким керував Джахангір Ага та турецькими військами біля села Молла Баязет, перешкодив ворогу атакувати вірменські сили з тилу. Перестрілка дала Долуханяну та Перекрестову можливість об'єднати війська для битви, одночасно давши можливість капітанам Серго Атанесяну та Володимиру Саккіларі зібрати свої артилерійські частини.
Заступник командира єреванського загону, командир військ Сардарпатського фронту полковник Даніель Бек-Пірумян повів вірменські сили у рішучий контр-наступ. У перші години 22 травня вірменська сторона розпочала наступ по всій лінії фронту сіл Кураканлу — Кіорпалу — Зейва Гай — Гурдугхулі. Напад здійснювався 5-м і 6-м полками в центрі, які зуміли знищити авангардні турецькі війська за підтримки артилерії і кулеметів біля депо Гхамішлу. Зокрема, військові батареї під командуванням Х. Ігітханяна, В. Саккіларі, Миколи Кліча і С. Атанесяна, розташовані на пагорбах поблизу поля битви, а також кулеметні підрозділи інших військових частин, зуміли придушити артилерійський вогонь противника і завдати шкоди піхоті і кавалерії турок, що дозволило вірменській піхоті та міліції розпочати контрнаступ у повну силу. Волонтерський полк Перекрестова, дружини Игдиру, Зейтуна і Хнуса та 1-й спеціальний кавалерійський полк, вдарили по ворогу з боків і тилу. Турецькі сили намагалися чинити опір, що в деяких точках привело до штикових боїв, але змушені були втекти після великих втрат.
Вірменські підрозділи продовжували своє просування і повернули назад Гечрлу, Молла Баязет, село Сардарапат і станцію з однойменною назвою, а також поле, що лежить праворуч від нього. Один батальйон 5-го Вірменського полку атакував у напрямку Кош — Талиш і звільнив села Уджан і Кош до вечора. Авангард турецьких військ були повністю знищений під час бойових дій, з понад 500 жертвами з їх сторони. Вірмени тим часом просунулися вперед на 15—20 км.
Після поразки 22 травня турецькі сили скористалися тим фактом, що вірмени перестали переслідувати їх, щоб уникнути відхилення від своїх початкових цілей, і відступили у напрямку станції Аракс, та розташувалися на пагорбах поблизу. У наступні дні височини 449 (Тулкі-тапа) і 440 (Цимні-Гір) на північ від станції мали велике тактичне значення для обох сторін.
23 травня не було проведено жодної бойової операції на головному фронті Сардарапату, і лише одна військова частина з Игдиру зіткнулася з ворогом біля Джафарабату. Після перемоги у бої Игдирський загін приєднався до загону Сардарапату під командуванням Даніеля Бек-Піруміяна, а підрозділам 2-го Спеціального полку Зейтуна було доручено захист мостів на Араксі. Повторні спроби Туреччини перетнути річку зіткнулися з лютим опором 5-й Вірменського полку. На інших частинах фронту обидві сторони в основному займалися пошуком ворожих позицій і розташуванням військ для бою. 22 і 23 травня група представників духовенства під керівництвом єпископа Гарегіна Овсепяна та архієпископа Завена побувала на фронті, щоб заохотити солдат. Напередодні важливої битви 22 травня, єпископ Карекін зустрівся з солдатами 5-го полку і звернувся до них.

#### Перші дні бою
Після боїв 22 травня генерал-майор Мовсес Силікян перемістив частину загонів, які мав у своєму розпорядженні — 6-й полк, 2-й кавалерійський полк і інші підрозділи — до Баш-Апаранського фронту, щоб заблокувати просування турецьких військ, які шли у напрямку до Єревану. Мовсес Силікян приказав частинами 5-го Вірменського полку, резервному партизанському загону і спеціальному кавалерійському полку перевірити просування османської армії. Перша перемога вірмен на Сардарапатському фронті мала вирішальне значення не тільки з точки зору підвищення бойової готовності армії та забезпечення подальших перемог, а й подолання паніки серед вірменського населення провінції Єреван і західних вірменських біженців. 24 травня генерал-майор Силікян закликав націю приєднатися до бою: 
Вірмени, поспішайте звільнити батьківщину… Нема часу втрачати. Усі чоловіки віком до 50 років зобов'язані взятися за зброю: я вимагаю, щоб кожен прийшов зі своєю зброєю і боєприпасами для оборони батьківщини… — Мовсес Силікян (22 травня 1918)  
 Жителі Єревану і навколишніх сіл посилали воду і їжу, інші необхідні речі для тих, хто воював у бою.
Після першої поразки на Сардарапатському фронті турецький штаб, прагнучи домогтися успіху, прийняв тактику ослаблення тилу вірменських військ за допомогою заворушень в селах, населених тюркомовними народами. Такі заворушення спостерігалися в регіоні Давалу — Гамарлу 22 травня, у перший день контрнаступу. Коли вірменське населення Давалу було перевезено поїздом до Гарамлу з міркувань безпеки, 4-й полк Вана, що стежить за цими перевезеннями, був атакований натовпом у 5000 чоловік з турецьких і курдських сіл поруч. П'ятигодинна конфронтація була особливо жорстокою в околицях сіл Авшар і Ширазлу, які в кінцевому рахунку захопили вірменські війська. Пізніше, в той же день, полк прийшов у село Юва. Вірменська сторона мала 37 жертв на своєму боці, та 100 жертв на турецькому.
До кінця битви під Сардарапатом і від'їзду до Діліжана на початку червня 4-й полк Вана, що наглядав над за Гамарлу захищав тил єреванського загону зі сторони Шаруро-Даралагезького повіту, а також змушуючи турків спробувати перетнути річку Аракс.

#### Подальші бойові дії (24—26 травня)
24 травня турецька сторона розпочала наступ, але була відкинута, маючи важкі втрати від вірменської артилерії. Початкові позиції обох сторін залишилися незмінними. Для того, щоб приховати поразки і великі втрати, турецький штаб склав фальшиву історію про затоплення турецького ешелону в річці Ахурян і поширив його через пресу.
За дорученням генерал-майора Мовсеса Силікяна було проведено перегрупування вірменських сил. Як наслідок, головні армійські ударні сили — групи 5-го стрілецького полку, а також одна кавалерійська група з 1-го Спеціального кавалерійського полку, патрульний відділ єреванського загону — були розміщені в напрямку Сардарапат — станція Аракс. На лівому крилі, партизанський піхотний полк, решта підрозділів 1-го спеціального кавалерійського полку, чотири гармати з 2-ї батареї були відправлені до сіл Сардарапат і Молла Баязет. Загін Игдиру (1-й і 2-й полки Вану) розмістилися в селі Кяримарх, а 2-й кавалерійський полк (Зейтун), полки Каракіліси, а також кілька волонтерських груп були відправлені до річки Аракс. Праве крило, тим часом, було захищене силами, призначеними для швидких військових маневрів, включаючи полк Ерзінджана в Хзнаузі і половину компанії з загону Хнуса, а також батальйон Маку в Коші і одна компанія з полку Каракіліси.
Партизанський підрозділ під командуванням капітана Пандухта (Микаель Серян) був розташований на фронтових позиціях правого крила, а деякі підрозділи 5-го полку військової частини Сардарапат відправилися в села Верхній Кулібеклу (біля села Акналіч) і Турецька Зейва).
25 травня авангард підрозділів 5-го полку, підтримані чотирма артилерійськими батареями і кулеметним загіном Тахата Овакимяна, напали на 440-й і 449-й пагорби, але зустріли стійкий опір з боку турецької сторони і були змушені відступити на свої початкові позиції. Інша вірменська військова колона напала вздовж залізниці на станцію Аракс і зупинилася на відстані близько 3 км, зіткнувшись з стійким опором турецьких підрозділів. На станції Аракс виявилося дуже сильне угруповання військ противника, а вірменська розвідка повідомила, що основні сили турків базувалися на станції Карабурун і в Неркін Таліні.
У перші години 26 травня резервні компанії 5-го полку були виведені з тилу. Згідно з дорожньою картою, яку намалював Мовсес Силікян, права, центральна та ліва колони були направлені для захоплення станцій Аракс та Карабурун з одночасною атакою, щоб змусити ворога відійти назад до Александрополя, атакуючи зі схилів гори Араґац до берегів річки Ахурян.
Пізніше вранці того ж дня 1-й батальйон 5-го полку, за довільним наказом штабс-капітана Вардана Ягіняна, здійснив невдалий наступ на висоту Цимні Гір (440) і був змушений відступити на свої початкові позиції та зазнав серйозних втрат, у тому числі і самого Ягіняна. На іншій ділянці фронту не було жодних дій, тільки партизанський кулеметний полк полковника А. Перекрестова завдав удару по турецьким військам біля станції Аракс.
Після невдалих атак 25–26 травня Сілікян придумав новий план, щоб здійснити швидкий маневр загонів в Хзнаузі і Коші і підтримати фронтальний напад на турецькі пагорби з ударами з тилу. В той же час центральне та ліве крила головного фронту були підкріплені полком Игдира і патрульними частинами партизанського полку, виведеними з тилу.

#### Бойові дії 27—29 травня
На світанку 27 травня загон Хзнауза почали переміщення і успішно обійшли ліве крило турецького авангарду. Водночас загін Коша праворуч від Хзнауза не зміг подолати опір турків біля села Неркін Калакут і змушений був зупинитися, що змусило командувача полку Ерзінджана К. Хасан-Пашаяна надіслати дві компанії на допомогу. О 9 ранку того ж дня вірменські артилерійські загони на головному фронті Сардарапату протягом півгодини здійснювали потужні удари по позиціях суперника, придушуючи вогонь з артилерійських і кулеметних підрозділів з іншої частини поля битви. Центральні загони почали наступ на позиції ворога, чекаючи нападу з тилу для рішучого удару.

Щоб підбадьорити своїх солдатів, полковник Даніель Бек-Піруміан носив свою військову форму навиворіт, щоб показати червону підкладку та вів свою армію в бій. Після обходу лівого крила турецьких військ опівдні, загін із Хзнауза різко повернувся на південь, досягнувши тилу 440 і 449 пагорбів. Після цього блискучого тактичного маневру, головні сили центрального фронту Сардарапату атакували і, за підтримки полку Ерзінджану, вдалося захопити висоти десь о 2 години дня. 
Наші війська підвелися і з криками «ура» переслідували їх. Група турків була успішно оточена, але основна частина втекла, тому що загін капітана Хасана Пашаяна з полком Ерзінджана вже діяв у їх тилу. Через декілька хвилин турки почали тікати, покидаючи все, включаючи боєприпаси, запаси, своїх поранених і мертвих. Битва була виграна. Вірменія була збережена.  — Александр Чнеур  
Того ж дня в ліва колона Перекрестова почала штурм вздовж залізниці і захопила станцію Аракс, а також депо Мастара ввечері. Кавалерійська частина капітана Пандухта, тим часом, розпочала наступ на південь від Неркін Калакута, знищила опір турецьких військ за допомогою компаній з Коша і Хзнауза, а потім прорвалась через турецькі війська на північний захід від поля бою. 27—28 травня загін Пандухта сильно обтяжував менші турецькі загони, потім пройшов через Талін, Гюзлу і Кірмізлу та швидко проникнув у Согютлу, де до Пандухта приєдналася місцева частина з 1000 членів. У турків було захоплено гармату, і в результаті було захоплено багато людей.
Під час рішучих боїв 27 травня турки були повністю розгромлені, змушені залишити станцію Карабурун у паніці. Вичерпані після перемоги у битві, загону Сардарапату було наказано зупинитися і розташуватись на висотах біля депо Мастара. Протягом цього дня 100-членний курдський підрозділ був відкинутий під час спроби перетнути річку Аракс біля Маргари.
У ніч з 27 на 28 травня вірменські сили просунулися вперед і дійшли до лінії станція Карабурун — гора Кармрасар. Не маючи змоги протистояти атакам вірменської сторони після короткого заняття лінії Карабурун — Ашнак, турки почали відходити до лінії станція Араґац — Кірмізлу — Верін Агджакала, де їх знову відкинули на північ. В результаті цих боїв вірменська сторона захопила станції Карабурун і Араґац, а також Неркін Талін, Верін Талін і Мастару, а вірменська підрозділи розвідки дійшли до станції Ані і з'ясували, що на шляху до станцій Ані та Агін не було турецьких військ. Однак наступного дня 29 травня турецькі війська були значно посилені, що дозволило їм розпочати контрнаступ на станцію Араґац. Під сильним натиском турецьких підрозділів і під загрозою оточення ними, авангард вірменських військ відступили на станцію Карабурун. На правому флангу поля битви відбулися важкі бої біля селища Ширванджуг. У цей же день генерал-майор Мовсес Силікян вдруге звернувся до народу і армії, закликаючи їх продовжувати тріумфальні битви, щоб також узяти Александрополь.
Вірмени! Героїчні дії наших відважних військ тривають, і турецькі сили відступають. Ми повинні відібрати Александрополь у турків, які так підступно захопили місто. Їм потрібні Ахалкалак, Александрополь і Ечміадзин, а також Святий Престол, більшість Єреванської провінції, Нахічеван. Чи можемо ми терпіти таку образливість? Вірмени, збирайтеся поспішно, виганяйте ворога з нашої рідної знесиленої землі. До зброї, всім. До Александрополя. Ашкатанк № 5 (205), 5 (23) червня 1918 р. — Мовсес Сілікан  
Але після того, як вірменська делегація прийняла триденний (26—29 травня) турецький ультиматум в Батумі, у той самий день (29 травня) було підписано й режим припинення вогню. За наказом генерала Товмаса Назарбекана всі вірменські сили припинили атаки. Це поклало кінець битві під Сардарапатом. Воїни фронту Сардарапата і командний штаб були надзвичайно незадоволені звісткою про припинення вогню і припиненням нападів. За словами командира артилерійського загону Вірменії, полковника Христофора Араратяна, хоча єреванський загін перебував у сприятливій ситуації, коли підписувалося припинення вогню, вони були змушені припинити штурм, оскільки Єреван був відкритий для атаки ворога з північного сходу. Згідно з деякими дослідженнями, на припинення атак у битві при Сардарапаті вплинув також той факт, що вірменські військові склади були майже порожніми, а також небезпека контратаки турецьких військ після отримання свіжих запасів.
Після того, як в Батумі було встановлено перемир'я, сутички тривали ще в деяких районах фронту Сардарапату, але ніяких істотних змін не було зроблено. Після підписання Батумської угоди 14 червня всі вірменські підрозділи відійшли зі своїх позицій до кордону, передбаченого угодою.
У битві при Сардарапаті турецькі жертви становили 3500 осіб, тоді як втрати вірменської сторони були набагато менше, хоча точних даних немає.

## Наслідки
З повним розгромом Османської імперії генерал Силікян хотів продовжити натиск з надією на витіснення османів з Александрополя та Карса. Але майже відразу ж його поінформували про переговори, що тривають між османським керівництвом і Національною радою Вірменії в Тіфлісі. Командувачу корпусу Товмас Назарбекян наказав припинити військові дії в регіоні. Хоча члени Національної ради критикувалися за те, що вони видали цей наказ тоді, але це рішення було здійснено, оскільки боєприпасів було обмаль, а османські війська отримали свіже підкріплення.
Дев'ятиденна битва за Сардарапат завершилася повною перемогою Вірменії, в результаті якої суперник був відкинутий на 50—65 км, а безпосередня загроза для Єревану була ліквідована. Перемога відіграла важливу роль в частковій невдачі турецького вторгнення в Східну Вірменію, а також у забезпечення переможного контрнаступу в Баш-Апарані і героїчного опору в Каракілісі. Битва при Сардарапаті врятувала місцевих жителів і біженців із Західної Вірменії від неминучої різанини. Перемога, забезпечена великою ціною також сприяла посиленню ролі політичних та громадських організацій, що базуються в Єревані, а також місцевих органів влади та провідних діячів. Насправді, цей тріумф поклав початок створенню нової незалежної Вірменії.
Поразки Османської імперії в Сардарапарті, битвах за Баш-Абаран і Каракілісу перешкодили знищенню вірменського народу, і перемоги, які тут відбувалися, сприяли Національній раді Вірменії проголосити незалежність Першої Республіки Вірменія 28 травня. Незважаючи на те, що умови, на які Вірменія погодилася в Батумській угоді (4 червня 1918 року), були надто суворі, маленька республіка змогла протриматися, поки турки не були змушені вийти з регіону з кінцем Першої світової війни наприкінці 1918 року.

## Спадщина

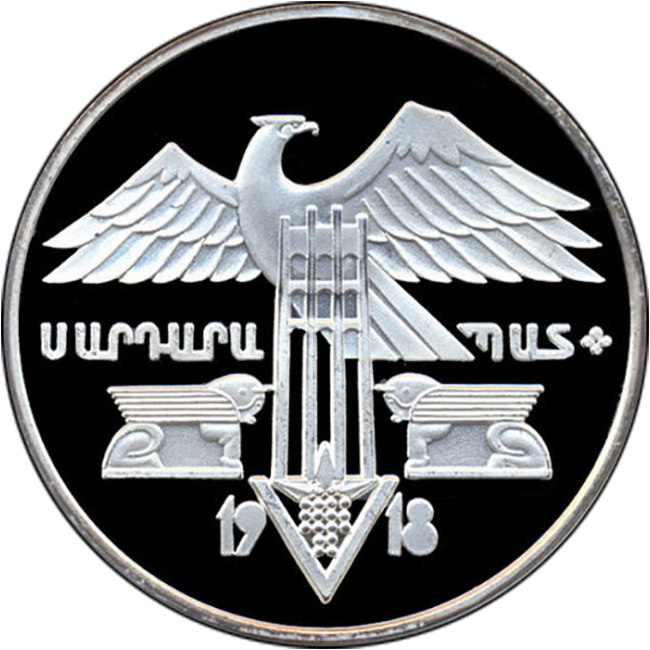
Вірменська меморіальна монета на честь перемоги у Сардарапаті

Битва під Сардарапатом займає особливе місце в історичній пам'яті Вірменії і часто порівнюється з Аварайрською битвою у 451 році. Лідери Першої Республіки часто згадували назву битви, закликаючи своїх людей барти приклад з тих, хто воював і брав участь у ній. Битва рідко згадувалась в радянській історіографії або їй надавали мало значення до смерті Йосипа Сталіна. У середині 1960-х років ряд радянських істориків почали підкреслювати її важливість, а також важливість битв у Баша-Абана і Каракіліси. Радянський військовий історик Євгеній Людшувет, наприклад, підкреслив, що при допомозі «вірменських сил дашнаків» ці битви допомагли уповільнити турецький наступ на Баку і зменшити тиск на це місто. Відомі радянські літературні діячі, такі як Ованес Шираз і Паруйр Севак, чия робота «Сардарапат» перетворилася на популярну пісню, складали пісні і писали вірші, які героїзували вірменських вояків. Іван Баграмян, маршал Радянського Союзу і сам учасник битви, описав її значення наступним чином:
|  | Значення битви при Сардарапаті велике... Якби вони [вірменські сили] не перемогли османів там, вони перейшли б до Ечміадзіна і Єревану — нічого не залишилося б від Вірменії, нічого не було б врятоване... Вірмени виграли і, завдяки їм, наш народ зберіг своє фізичне існування в межах існуючих кордонів Вірменії. |

Після Єреванської демонстрації 1965 року на 50-ту річницю геноциду вірмен радянська влада погодилася на будівництво пам'ятника і парку, присвяченого перемозі Вірменії біля місця бою. Архітектору Рафаелу Ісраеляну було доручено розробити пам'ятник, який був завершений у 1968 році.
Битви при Сардарапарті, Баш-Абарані і Каракілісі відомі як «Героїчні битви травня» у вірменській історіографії (Մայիսյան հերոսամարտեր Mayisyan herosamarter).
Щороку Президент Вірменії відвідує меморіал 28 травня. Протягом цього дня відбуваються численні культурні та військові події та паради.

## Нотатки
1. ↑  Цифри наведені Симоном Врацяном, тодішнім членом Вірменського Конгресу Східної Вірменії. Склад сил був такий: 4-й батальйон (1500 чоловік); 5-й батальйон (800); 1-й батальйон (700); 1-й партизанський (1200); батальйон Ержінян (700); Маку (300); 2-й кавалерійський батальйон (700); кавалерія партизанів (800); спеціальна кавалерія (500); 1-й і 2-й Ван полки (2 500): див. Stephen G. Svajian, A Trip Through Historic Armenia. New York: GreenHill Publishing, 1977, p. 558.
2. ↑  Склад I Кавказького корпусу: 5-а Кавказька дивізія; 9-а Кавказька дивізія; 11-а Кавказька дивізія; 36-а Кавказька дивізія; 1500–3000 чоловік Курдської кавалерії